# آن شبح را بگیرید
آن شبح را بگیرید (انگلیسی: Hold That Ghost) فیلمی به کارگردانی آرتور لوبین محصول سال ۱۹۴۱ کشور ایالات متحده آمریکا است.